# ریچارد کرامول
ریچارد کرامول (به انگلیسی: Richard Cromwell؛ ۴ اکتبر ۱۶۲۶–۱۲ ژوئیه ۱۷۱۲) نیابت سلطنت انگلستان، اسکاتلند و ایرلند را بر عهده داشت و یکی از تنها دو فرد غیراشرافی است که در راس حاکمیت انگلستان قرار گرفت. او موقعیت پدرش را در انگلستان به ارث برد.
الیور کرامول که در انگلستان اعلام حکومت جمهوری کرده بود در ۱۶۵۹ درگذشت و حکومت پس از ۲۰ سال با پادشاه شدن چارلز دوم پسر شاه مقتول، مجدداً به خاندان استوارت رسید. در این فاصله برای ۸ ماه، پسرش ریچارد کرامول، قدرت را در دست داشت، که با فشارهای مختلف مجبور به استعفا و فرار از کشور شد.